# Lexington (häst)
Lexington, född 17 mars 1850, död 1 juli 1875, var ett engelskt fullblod, mest känd för att ha segrat i sex av sina sju starter, men även för att ha blivit den mest framgångsrika avelshingsten i USA under andra hälften av 1800-talet. Han utsågs till ledande avelshingst i Nordamerika 16 gånger, och blev far till många anmärkningsvärda galopphästar.

## Bakgrund
Lexington var en brun hingst uppfödd av Dr. Elisha Warfield på Warfields stuteri, The Meadows, nära Lexington, Kentucky. Lexington var efter Boston och under Alice Carneal (efter Sarpedon).

## Karriär
Lexington tävlade mellan 1853 och 1854, och sprang in ca 56 600 dollar på 7 starter, varav 6 segrar och en andraplats. Han tog karriärens största seger i Phoenix Hotel Handicap (1853).
Under namnet "Darley" vann Lexington lätt sina två första löp för Dr. Warfield och hans partner, "Burbridge's Harry", en före detta slav som sedan blev välkänd hästtränare. Burbridge, som var svart, fick inte anmäla "Darley" i löp i sitt eget namn, så hästen sprang i Dr. Warfields namn och färger. Richard Ten Broeck fick upp ögonen för "Darley", som bad Dr Warfield att nämna sitt pris. "Darley" såldes 1853 till Ten Broeck som agerade på uppdrag av ett syndikat som skulle döpa honom om Lexington. Ett syndikat bestående av Richard Ten Broeck, General Abe Buford, Captain Willa Viley och Junius R. Ward, köpte Lexington för $2 500, och skickade honom sedan till Natchez, Mississippi för till J.B. Pryors träning.
Lexington tävlade vid tre och fyra års ålder och även om han bara tävlade sju gånger var många av hans löp ansträngande fyramilstävlingar. Lexington vann sex av sina sju löp och slutade tvåa en gång. En av hans större segrar tog han i Phoenix Hotel Handicap 1853. Den 2 april 1855, på Metairie kapplöpningsbanan i New Orleans, satte han rekord när han sprang fyra mil på 7 minuter, 193⁄4 sekunder.
Trots sin komplexa och hårt utkämpade rivalitet med hästen Lecomte (också efter Boston). Lexington var tvungen att pensioneras i slutet av 1855 på grund av dålig syn.

## Som avelshingst

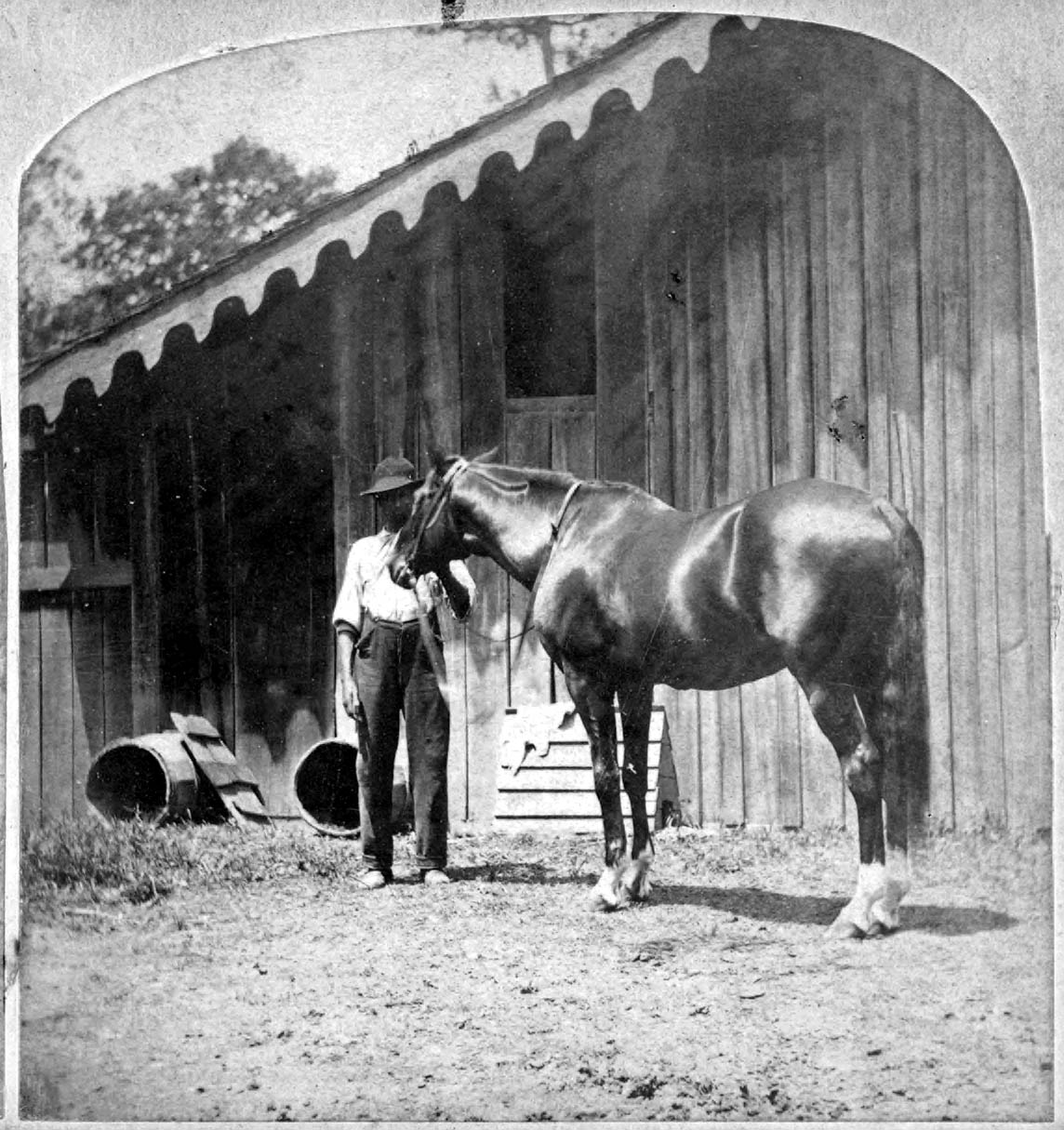
En av de enda kända fotografierna av Lexington

Lexington stod en tid på Nantura Stock Farm hos Uncle John Harper i Midway, Kentucky, tillsammans med den berömda hästen och avelshingsten, Glencoe. 1858 såldes han till Robert A. Alexander för $15 000, enligt uppgift det då högsta priset som någonsin betalats för en amerikansk häst, Lexington skickades till Alexanders Woodburn Stud i Spring Station, Kentucky.
Hans avelsavgift var 100 dollar fram till 1861, då han för första gången utsågs till ledande avelshingst i Nordamerika, varav avgiften höjdes till 200 dollar. Avelsavgiften höjdes sedermera till 500 dollar, vilket då var den högsta i landet och jämförbar med de ledande engelska hingstarna.
Han fick smeknamnet "The Blind Hero of Woodburn", och utsågs till ledande avelshingst i Nordamerika sexton gånger, från 1861 till 1874, och sedan igen 1876 och 1878. Lexington var far till den obesegrade Asteroid och Norfolk. Nio av de första femton segrarna av Travers Stakes togs av en av hans avkommor. Bland hans uppmärksammade avkommor är:
| Född | Name            | Kön    | Större segrar och utmärkelser                                                                          |
| ---- | --------------- | ------ | --- |
| 1857 | Idlewind        |        | Anmärkningsvärd galopphäst                                                                             |
| 1860 | Cincinnati      | Hingst | Ulysses S. Grants favorithäst. Han avbildades i många statyer av Grant, som finns kvar än idag.        |
| 1861 | Asteroid        | Hingst | Obesegrad                                                                                              |
| 1861 | Kentucky        | Hingst | Travers Stakes (1864), Invald i US Racing Hall of Fame                                                 |
| 1861 | Norfolk         | Hingst | Obesegrad, Jersey Derby (1864)                                                                         |
| 1864 | Hira            | Sto    | Mor till Himyar                                                                                        |
| 1865 | General Duke    | Hingst | Belmont Stakes (1868), American Champion Two-Year-Old Colt                                             |
| 1867 | Kingfisher      | Hingst | Belmont Stakes (1870)                                                                                  |
| 1867 | Preakness       | Hingst | Gav namn till löpet Preakness Stakes, Manhattan Stakes (1873), Invald i US Racing Hall of Fame         |
| 1868 | Harry Bassett   | Hingst | Belmont Stakes (1871), Invald i US Racing Hall of Fame                                                 |
| 1868 | Monarchist      | Hingst | Grand National Handicap (1871)                                                                         |
| 1870 | Tom Bowling     | Hingst | Travers Stakes (1873), Invald i US Racing Hall of Fame                                                 |
| 1872 | Tom Ochiltree   | Hingst | Preakness Stakes (1875), Invald i US Racing Hall of Fame                                               |
| 1873 | Neecy Hale      | Sto    | Kentucky Oaks (1876)                                                                                   |
| 1873 | Shirley         | Valack | Preakness Stakes (1876)                                                                                |
| 1873 | Sultana         | Sto    | Travers Stakes (1876), Retrospective Champion Three-Year-Old Filly (1876)                              |
| 1875 | Belle of Nelson | Sto    | Kentucky Oaks (1878)                                                                                   |
| 1875 | Duke of Magenta | Hingst | Preakness Stakes (1878), Belmont Stakes (1878), Travers Stakes (1878), Invald i US Racing Hall of Fame |

Sammanlagt fick Lexington 236 segrare som vann 1 176 löp, kom tvåa 348 gånger och trea 42 gånger. Tillsammans sprang de in 1 159 321 dollar i prispengar.
Under det amerikanska inbördeskriget tvingades hästar från Kentucky Farms att tjäna som stridshästar. Lexington, som var 15 år gammal och blind, var tvungen att gömmas undan, och skickades till Illinois för detta ändamål.

### Död
Lexington dog i Woodburn den 1 juli 1875 och begravdes i en kista framför stallet. Några år senare, 1878, donerade hans ägare hästens skelett till US National Museum (Smithsonian Institution).